# Джеф Ґутт
Джеффрі Адам Ґутт (англ. Jeffrey Adam Gutt), більш відомий як Джеф Ґутт (англ. Jeff Gutt, нар. 2 травня 1976) — американський музикант, вокаліст рок-гурту Stone Temple Pilots.

## Життєпис
Джеф Ґутт починал музикальну кар'єру в рок-гурті Dry Cell. Лос-анджелеський колектив працював над першим альбомом на лейблі Warner Bros., але той так і не вийшов через внутрішні проблеми. Після цього Ґутт повернувся в район Детройту і працював на місцевій сцені, виконуючи кавер-версії в місцевих клубах та пабах.
У 2012 році Ґутт взяв участь в телевізійному шоу X-Factor. В тому сезоні він не потрапив до основного етапу, але роком пізніше повернувся. Другий виступ пройшов для Ґутта більш вдало, адже він дістався фіналу і посів друге місце.
У 2016 році спільний знайомий порекомендував Ґутту пройти прослухування на вакантну позицію співака рок-гурту Stone Temple Pilots, де шукали заміну вмерлому Скотту Вейланду. Попри велику конкуренцію, Ґутта затвердили на випробувальний період, а згодом він став постійним учасником гурту. В новому складі з Ґуттом Stone Temple Pilots випустили дві платівки Stone Temple Pilots (2018) та Perdida (2020).